# Zane Richards
Zane Raye Rhodes Richards (ur. 4 lutego 1994) – amerykański zapaśnik walczący w stylu wolnym. Zajął dwudzieste miejsce na mistrzostwach świata w 2023. Triumfator igrzysk panamerykańskich w 2023. Pierwszy w Pucharze Świata w 2022 i trzeci w 2019 roku.
Zawodnik Carbondale Community High School i University of Illinois. Dwa razy All-American w NCAA Division I; czwarty w 2016 i siódmy w 2017 roku.